# In illo tempore

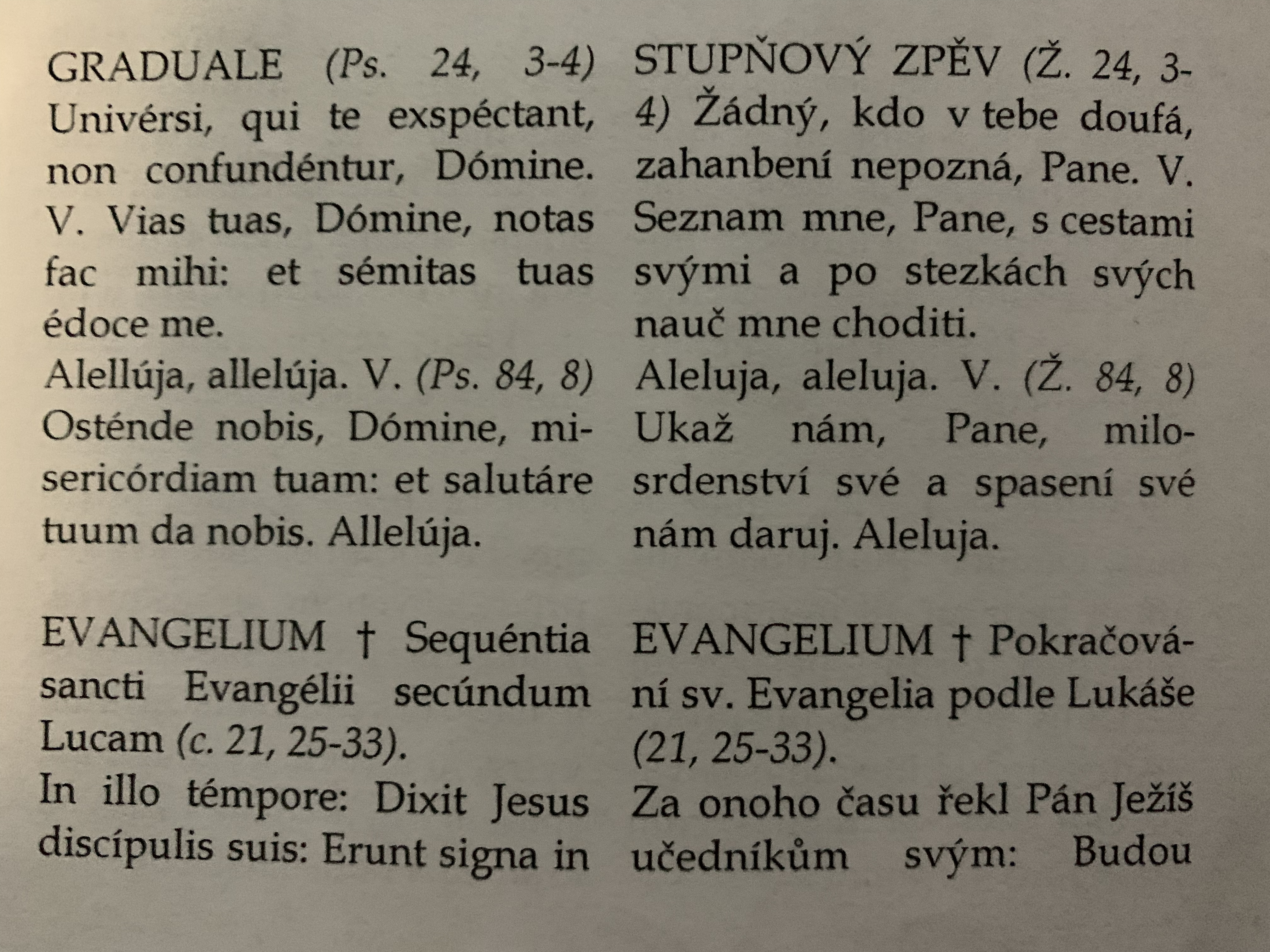
Graduale a začátek evangelia z první neděle adventní katolické mše, uveden slovy "In illo tempore"

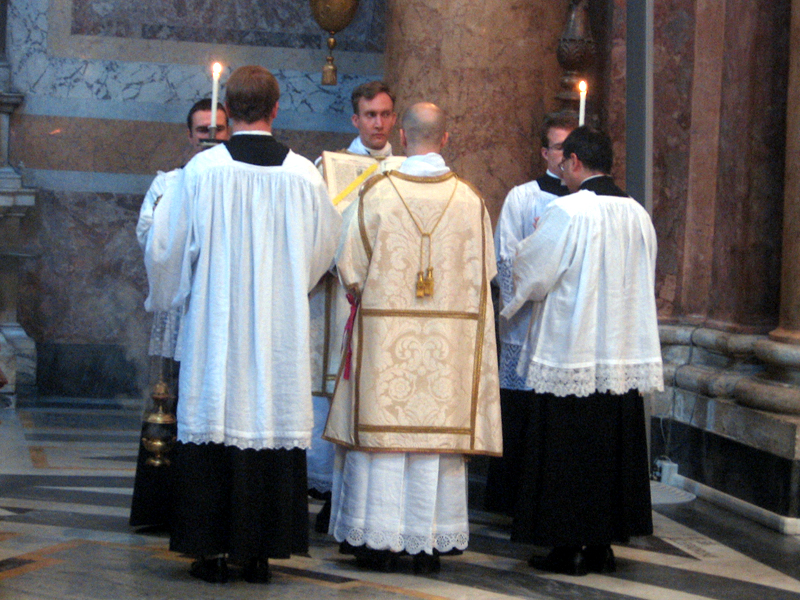
Jáhen čte evangelium při asistované mši v římském ritu (forma extraordinaria)

In illo tempore (česky Za onoho času) je latinské zvolání pronášené jáhnem, knězem nebo biskupem během mše svaté nebo Božské liturgie předcházející vlastnímu textu evangelia.

## Užití

### Římskokatolická církev
Při římskokatolické mši Pavla VI. (forma ordinaria) se toto zvolání před evangeliem neužívá. Při tradičním římském ritu (forma extraordinaria) vždy předchází přímo vlastnímu textu evangelia.

### Pravoslaví
V Pravoslaví se při Božské liturgii používá stejného zvolání, a to církevně slovansky, nebo v národním jazyce v podobě: Za onoho času...